# Communauté de communes de Coustellet
La communauté de communes de Coustellet est une ancienne communauté de communes française, située dans le département de Vaucluse. À la suite de sa dissolution, elle a fusionné le 1er janvier 2014 avec la communauté de communes Provence Luberon Durance et deux communes isolées pour former la communauté de communes Luberon Monts de Vaucluse.

## Composition
Lors de sa disparition, elle était composée des 5 communes suivantes :
| Nom                 | Code Insee | Gentilé     | Superficie (km2) | Population (dernière pop. légale) | Densité (hab./km2) |
| ------------------- | ---------- | ----------- | ---------------- | --------------------------------- | ------------------ |
| Maubec (siège)      | 84071      | Maubecquois | 9,13             | 1 883 (2014)                      | 206                |
| Cabrières-d'Avignon | 84025      | Cabriérois  | 14,68            | 1 733 (2014)                      | 118                |
| Lagnes              | 84062      | Lagnois     | 16,93            | 1 613 (2014)                      | 95                 |
| Oppède              | 84086      | Oppédois    | 24,10            | 1 337 (2014)                      | 55                 |
| Robion              | 84099      | Robionnais  | 17,70            | 4 273 (2014)                      | 241                |

## Compétences
- Collecte et traitement des déchets des ménages et déchets assimilés
- Politique du cadre de vie
- Création, aménagement, entretien et gestion de zone d'activités industrielle, commerciale, tertiaire, artisanale ou touristique
- Action de développement économique (Soutien des activités industrielles, commerciales ou de l'emploi, soutien des activités agricoles et forestières...)
- Construction ou aménagement, entretien, gestion d'équipements ou d'établissements culturels, socioculturels, socioéducatifs, sportifs
- Activités périscolaires
- Activités sportives
- Schéma de cohérence territoriale (SCOT)
- Création et réalisation de zone d'aménagement concerté (ZAC)
- Constitution de réserves foncières
- Aménagement rural
- Création, aménagement, entretien de la voirie
- Programme local de l'habitat
- Nouvelles technologies de l'information et de la communication (NTIC) (Internet, câble...)

## Autres adhésions
- Syndicat mixte ramassage et traitement ordures ménagères de la région d'Apt (sirtom d'Apt)
- Syndicat mixte charge du schéma de cohérence territoriale de la région de Cavaillon

## Historique
- 31 décembre 1993 : création de la communauté de communes de Coustellet
- 31 décembre 2013 : dissolution et intégration dans la communauté de communes Luberon Monts de Vaucluse

## Sources
- Le splaf - (Site sur la Population et les Limites Administratives de la France)
- La base aspic du Vaucluse - (Accès des Services Publics aux Informations sur les Collectivités)